# Neuvième problème de Hilbert
Le neuvième problème de Hilbert est l'un des vingt-trois problèmes ouverts proposés comme défis du XXe siècle par David Hilbert au second congrès international des mathématiciens en 1900. Il consiste à généraliser la loi de réciprocité quadratique à tout corps de nombres algébriques. Il a été partiellement résolu, pour le cas (galoisien) abélien, au cours de la première moitié du siècle dans le cadre de ce qui est aujourd'hui connu sous le nom de théorie du corps de classes. Le Programme de Langlands est un axe de recherche actif pour la résolution du cas non (galoisien) abélien (même s'il ne se limite pas à cette question). La question est aussi totalement ouverte dans le cas non galoisien.

## Mathématiciens impliqués dans la résolution
- Emil Artin (voir Loi de réciprocité d'Artin)
- Igor Chafarevitch
- Philipp Furtwängler
- Helmut Hasse
- Erich Hecke
- Teiji Takagi

## Source
- Cyril Banderier, Neuvième problème de Hilbert, sur le site du Laboratoire d'informatique de l'université Paris-Nord

## Pour approfondir
- (ru) Igor Chafarevitch, A general reciprocity law, Uspekhi Mat. Nauk., n° 3, vol. 3 (1948), p. 166
- (en) Idgor Chafarevitch, A general reciprocity law, Amer. Math. Soc. Transl. Ser., n°2, vol. 4 (1956), p. 73–106.